# 西安州 (北宋)
西安州，中国北宋时设置的州。
西夏李元昊时筑南牟会城，宋哲宗元符元年（1098年）被北宋攻占，元符二年（1099年）北宋复筑南牟会新城，置西安州，治所在今宁夏海原县西北西安乡之西西安州古城，属秦凤路。东至天都砦26里，西至通会堡55里，南至宁安砦100里，北至啰没宁堡35里。为西北军事重镇，领寨堡22个，置裕边都仓。辖境相当今宁夏回族自治区海原县西部、西吉县北部、同心县部分之地及甘肃省靖远县东部、会宁县部分地。金熙宗皇统二年（1146年）金朝攻占并以其地赐西夏。元朝废西安州。明朝于此地置西安千户所。